# هاگوس گبریوت
هاگوس گبریوت (انگلیسی: Hagos Gebrhiwet؛ زادهٔ ۱۱ مه ۱۹۹۴) یک دونده دو استقامت اهل اتیوپی است. از افتخارات وی می‌توان به کسب مدال نقره دو ۵۰۰۰ در ۲۰۱۳ مسکو و مدال برنز ۵۰۰۰ در ۲۰۱۵ پکن اشاره کرد.

## اوایل زندگی
او که در منطقه تیگری به دنیا آمد، در سال ۲۰۱۰ به‌طور جدی دویدن را آغاز کرد. او در مسابقات قهرمانی ملی اتیوپی در سال ۲۰۱۱ در ماده ۵۰۰۰ متر به مقام ششم رسید و برای دویدن ۳۰۰۰ متر در مسابقات جهانی جوانان آن سال انتخاب شد، که در آن با زمان ۷:۴۵٫۱۱ دقیقه پنجم شد. هاگوس خاطرنشان کرد که اولین انتخاب ملی او به او کمک کرد تا دوندگی خود را توسعه دهد و او در مسابقات کراس کانتری باشگاه اتیوپی، در رقابت برای مهندسی مسفین، عنوان نوجوانان را به دست آورد.